# Clusiodes geomyzinus
Clusiodes geomyzinus är en tvåvingeart som beskrevs av Fallen 1823. Clusiodes geomyzinus ingår i släktet Clusiodes och familjen träflugor. Arten är reproducerande i Sverige. Inga underarter finns listade i Catalogue of Life.